# Craig Hansen
Craig Robert Hansen, né le 15 novembre 1983 à Glen Cove (New York), est un joueur américain de baseball évoluant dans la Ligue majeure de baseball de 2005 à 2009.

## Carrière
Craig Hansen est drafté le 7 juin 2005 par les Red Sox de Boston au 1er tour de sélection (26e choix). Il fait ses débuts en Ligue majeure dès le 19 septembre 2005 mais ces apparitions au plus haut niveau restent exceptionnelles. Hansen évolue principalement en Ligues mineures.
Hansen est transféré chez les Pirates de Pittsburgh le 31 juillet 2008 dans l'échange à trois équipes (Pirates, Red Sox et Dodgers de Los Angeles) impliquant la vedette Manny Ramirez. Il dispute 21 matchs au total pour Pittsburgh en 2008-2009.